# Gerswinde de Saxe
Gerswinde est une concubine d'origine saxonne de Charlemagne. Elle donna naissance (vers 798 ?) à une fille, Adeltrude, sans doute la dernière fille de Charles, l'empereur ayant une cinquantaine d'années.
L'essentiel de ce que l'on sait d'elle tient dans une citation du contemporain du chroniqueur Eginhard : « [Karolus] habuit concubinas, Gersuindam Saxonici generis, de qua ei filia nomen Adaltrud nata est (...) ».
L'allégation selon laquelle elle était la fille de Widukind, roi des Saxons et principal adversaire de Charlemagne durant son règne, est purement gratuite.